# Aquari (astrologia)

Símbol del zodíac per a aquari

Aquari és un signe astrològic que és travessat pel sol entre el 20 de gener i el 20 de febrer. El seu planeta regent és Urà i es classifica com a signe de l'element aire i de qualitat fix. Se sol conèixer també com l'aiguader i es relaciona el seu origen amb el mite de Ganimedes. Se'l considera de caràcter amable, inconformista, excèntric, molt independent i amb idees revolucionàries.
S'avé molt bé amb els altres signes d'aire (bessons i balança) i amb els signes de foc exceptuant, amb matisos, amb lleó per ser-ne el seu oposat polar. Els signes que figuren com a compatibles no reflecteixen un perfil individual o lectura individual tal com s'interpreta dins de l'astrologia, sinó que reflecteixen una orientació general i la referència a la compatibilitat segons el dictat per variables com qualitats i elements en el zodíac.
L'astròloga Aline Apostolska anomena l'eix lleó-aquarius l'eix de la individuació. Resumeix el signe d'aquari amb la frase següent: "Tots com un. Jo sóc solidari i idèntic als meus germans", per oposició a la frase de lleó "Un per a tots. Jo sóc el model de referència".

## Personalitat
La major part dels astròlegs estan d'acord amb els trets que s'associen al signe d'aquari:
- voluntat ferma / obstinat[2][3][4]
- testarrut / dogmàtic[2][3][4]
- sagaç / visionari[2][3][4]
- innovador / inventiu[2][3][4]
- tolerant / sense prejudicis / objectiu[2][3][4]
- humà / humanitari[2][3][4]
- genial / amical / sociable[2][3][4]
- idealista[2][3][4]
- intuïtiu[2][3][4]
- dedicat als seus objectius[2][3][4]
- esperit lliure / rebel[2][3][4]
- franc / obert[2][3]
- independent / individualista[2][3]
- intel·ligent / intel·lectual[2][3]
- líder / creador de tendències[2][3]
- atraient / encantador / interessant[2][3]
- impredictible[2][3]
- temperamental[2][3]
- enigmàtic / magnètic[2][3]
- progressista[2][3]
- racional / fred[2][3]